# Bronopol
Bronopol (2-Brom-2-nitro-1,3-propandiol) ist eine chemische Verbindung aus der Gruppe der Diole, die bakteriostatisch und desinfizierend wirkt.

## Eigenschaften
Die Verbindung wirkt durch Freisetzung von Formaldehyd, die im Vergleich zu anderen Bioziden langsam verläuft. Weiterhin besitzt Bronopol ein elektrophiles C-Atom, das mit nukleophilen Biomolekülen reagiert und dabei unter anderem Thiole in aktiven Zentren mancher Enzyme inaktiviert. Durch beide Wirkmechanismen besitzt Bronopol ein breites Wirkungsspektrum und eine Anwendbarkeit von pH 5 bis 9, jedoch kann die Wirkung des Elektrophils durch organische Substanzen gemindert werden, und die Wirkung tritt mit bis zu 24 h vergleichsweise langsam ein. Bronopol ist besonders wirksam gegen Pseudomonaden. Aluminium, Eisen und Stoffe mit einer Mercaptogruppe (-SH) setzen die Aktivität von Bronopol herab. Bronopol erzeugt im Vergleich zu anderen Bioziden vergleichsweise wenig Kontaktdermatitis. Bei neutralen oder basischen pH-Werten kann Bronopol Nitrit freisetzen, sodass sich in Anwesenheit von Aminen Nitrosamine bilden können. Bronopol ist kompatibel mit quartären Ammoniumverbindungen und kationisch wirkenden Bioziden.

## Gewinnung und Darstellung
Bronopol wird durch Bromierung von Di(hydroxymethyl)nitromethan, welches sich von Nitromethan ableitet, gewonnen.

## Verwendung
Bronopol wurde ursprünglich als Konservierungsmittel für Arzneimittel verwendet. Aufgrund seiner geringen Warmblütertoxizität hat sich Bronopol zu einem breitverwendeten Konservierungsmittel in Haarwaschmitteln und Kosmetika entwickelt. Die Minimale Hemm-Konzentration (MHK) beträgt 0,0025 %, in Produkten wird es mit einer Konzentration von 0,02 % bis 0,1 % eingesetzt. Es ist besonders wirksam gegen Pseudomonas aeruginosa.

## Sicherheit
Bronopol kann zur Bildung von Nitrosaminen führen.

## Verwandte Verbindungen
Bronopol entsteht aus dem in Kosmetika häufig verwendeten Konservierungsmittel Bronidox (5-Brom-5-nitro-1,3-dioxan), wenn dieses im Körper unter Ringöffnung metabolisiert wird, z. B. in der Säure des Magensafts.